# Episodi di Holby City (ottava stagione)
L'ottava stagione della serie televisiva Holby City è stata trasmessa in anteprima nel Regno Unito da BBC One tra il 18 ottobre 2005 e il 17 ottobre 2006.
| nº | Titolo originale                                | Titolo italiano | Prima TV UK       | Prima TV Italia |
| -- | ----------------------------------------------- | --------------- | ----------------- | --------------- |
| 1  | The Outsiders                                   |                 | 18 ottobre 2005   |                 |
| 2  | Test Your Metal / A Great Leap Forward          |                 | 26 ottobre 2005   |                 |
| 3  | Crimes and Misdemeanours                        |                 | 1º novembre 2005  |                 |
| 4  | More Equal Than Others                          |                 | 8 novembre 2005   |                 |
| 5  | Butterfly Effect                                |                 | 15 novembre 2005  |                 |
| 6  | Bird on a Wire                                  |                 | 22 novembre 2005  |                 |
| 7  | Learning Curve                                  |                 | 29 novembre 2005  |                 |
| 8  | Comfort of Strangers                            |                 | 6 dicembre 2005   |                 |
| 9  | Prometheus Unbound                              |                 | 13 dicembre 2005  |                 |
| 10 | The Long Goodbye                                |                 | 20 dicembre 2005  |                 |
| 11 | Casualty @ Holby City: Deny Thy Father (Part 2) |                 | 27 dicembre 2005  |                 |
| 12 | Mother Love                                     |                 | 3 gennaio 2006    |                 |
| 13 | Pride Before a Fall                             |                 | 10 gennaio 2006   |                 |
| 14 | Yesterday Once More                             |                 | 17 gennaio 2006   |                 |
| 15 | Brother's Keeper                                |                 | 24 gennaio 2006   |                 |
| 16 | Roots                                           |                 | 31 gennaio 2006   |                 |
| 17 | I'll Be Back                                    |                 | 7 febbraio 2006   |                 |
| 18 | Flight of the Bumblebee                         |                 | 14 febbraio 2006  |                 |
| 19 | Out on a Limb                                   |                 | 21 febbraio 2006  |                 |
| 20 | We Gave Her All Our Love                        |                 | 28 febbraio 2006  |                 |
| 21 | Into Your Own Hands                             |                 | 7 marzo 2006      |                 |
| 22 | Let It Shine                                    |                 | 14 marzo 2006     |                 |
| 23 | Leap in the Dark                                |                 | 21 marzo 2006     |                 |
| 24 | Snake in the Grass                              |                 | 28 marzo 2006     |                 |
| 25 | Passing On                                      |                 | 4 aprile 2006     |                 |
| 26 | Quality Time                                    |                 | 11 aprile 2006    |                 |
| 27 | Honesty                                         |                 | 18 aprile 2006    |                 |
| 28 | Judge Not, Lest Ye Be Judged                    |                 | 25 aprile 2006    |                 |
| 29 | Short Cuts                                      |                 | 2 maggio 2006     |                 |
| 30 | Lead Us Not Into Temptation                     |                 | 9 maggio 2006     |                 |
| 31 | Games of Chance                                 |                 | 16 maggio 2006    |                 |
| 32 | One Tender Kiss                                 |                 | 23 maggio 2006    |                 |
| 33 | Abracadabra                                     |                 | 6 giugno 2006     |                 |
| 34 | Invasion                                        |                 | 7 giugno 2006     |                 |
| 35 | Promises to Keep                                |                 | 29 giugno 2006    |                 |
| 36 | The Truth Will Out                              |                 | 6 luglio 2006     |                 |
| 37 | Extreme Measures                                |                 | 11 luglio 2006    |                 |
| 38 | I Am Not What I Am                              |                 | 18 luglio 2006    |                 |
| 39 | Looking After Number One                        |                 | 25 luglio 2006    |                 |
| 40 | Conscience                                      |                 | 1º agosto 2006    |                 |
| 41 | Metamorphosis                                   |                 | 8 agosto 2006     |                 |
| 42 | Team Holby                                      |                 | 15 agosto 2006    |                 |
| 43 | Horses to Water                                 |                 | 22 agosto 2006    |                 |
| 44 | Bad Blood                                       |                 | 29 agosto 2006    |                 |
| 45 | Nothing Ventured, Nothing Lost                  |                 | 5 settembre 2006  |                 |
| 46 | Better the Devil You Know                       |                 | 6 settembre 2006  |                 |
| 47 | Starmaker                                       |                 | 12 settembre 2006 |                 |
| 48 | Just Another Day                                |                 | 19 settembre 2006 |                 |
| 49 | Now or Never                                    |                 | 26 settembre 2006 |                 |
| 50 | Taking Liberties                                |                 | 3 ottobre 2006    |                 |
| 51 | If the Heart Lies                               |                 | 10 ottobre 2006   |                 |
| 52 | Moondance                                       |                 | 17 ottobre 2006   |                 |